# Косоручка
«Косоручка» («Безручка», «Брат и сестра») — сюжет восточнославянских народных сказок. Относится к так называемым волшебным сказкам. 
По системе классификации сказочных сюжетов Аарне-Томпсона имеет индекс 706  «Безручка»: по навету жены-ведьмы брат изгоняет из дома сестру, отрубает ей руки; она выходит замуж за царя; вновь оклеветана, и царь изгоняет её с ребёнком; чудесным образом она исцеляется; принята мужем; когда истина выясняется, ведьму наказывают.
Известно русских вариантов — 48, украинских — 44, белорусских — 13. В сборнике Афанасьева приведены под номерами 279—282. Сказки на этот сюжет известны у многих европейских народов (включая немецкий вариант, вошедший в сборник братьев Гримм); существуют также турецкие, индийские и африканские варианты.
По мотивом сказки из сборника А. Афанасьева была написана литературная сказка Андрея Платонова «Безручка».

## Сюжет из сборника Афанасьева
Сказка записана в четырёх вариантах, из них № 279 — в Ливенском уезде Орловской губернии, № 281 — в Гродненской губернии.
Главными героями являются брат и сестра, царские/купеческие дети. После смерти родителей, по их поручению, брат должен был приглядывать за сестрой. Но злая жена брата (в варианте, записанном в Орловской губернии изначально оговаривается, что она — ведьма) строила козни своей нелюбимой золовке, портя имущество и обвиняя в этом её саму. Однако брат не особо расстраивается этому, «дело наживное». В итоге жена брата убивает своего первенца и сваливает вину на золовку (в сказке Платонова она случайно душит своего первенца во сне с ним, «заспала»). На этот раз брат, обезумевший от горя, поверил своей жене и однажды вывез сестру в дремучий лес и отрубил ей по локти руки (в варианте №280, записанном от Афанасьева, этого не происходит). Сестра, Косоручка, вынуждена выживать в лесу, изодрав всю свою одежду, она поселяется в большом дупле, где во время охоты её находит королевич, чьи собаки учуяли человека. Одев Косоручку, принц уводит к себе во дворец и вскоре женятся. В варианте из Орловской губернии Косоручка чудом выходитк богатому купеческому городу, и её подобрал купеческий сын, единственный в своей семье, взявший её замуж с разрешения родителей. В сказке Платонова, равно как и в сказке Гриммов, Безручка забредает в яблоневый сад и кое-как начинает есть яблоки, однако старый сторож застаёт её за этим и приводит к хозяевам, и сын, опять же, по доброте душевной женится на ней.
Долго ли коротко ли, но королевич/купец вынужден по делам далеко уехать (у Платонова муж Безручки уходит на военную слжубу), однако перед этим он просит супругу уведомить о рождении первенца. И у Косоручки действительно рождается ребёнок, сын, «по локти руки в золоте, по колена ноги в серебре, во лбу красное солнце, на затылке светел месяц/во лбу месяц, супротив ретива сердца красное солнце». Косоручка немедля пишет мужу письмо, однако когда гонец (у Платонова — сторож, бывший солдат), поручившийся доставить письмо, гостил у семьи брата, сестра подменило письмо на другое, в котором говорилось, что Косоручка родила уродца (так, в варианте из Ливенского уезда — «половина собачьего, половина ведмежачьего»), и которое и доходит до королевича/купца. Тот, потрясённый, желает самолично убедиться в этом и в ответ пишет письмо о том, что он самолично приедет посмотреть первенца, а до этого его не беспокоить. У Платонова находящийся на войне муж просит Безручку заботиться о ребёнке, несмотря ни на что. Однако и на этот раз сестра брата подменяет письмо, в подложном королевич/купец будто бы приказывает изгнать Косоручку с сыном в лес (в одном из вариантов сказки королевич сам пишет письмо об изгнании супруги с сыном, в противном случае он лично зарубит её). Косоручке ничего не оставалось делать, как вновь оставаться выживать в безлюдном месте, на этот раз с ребёнком.
Однажды Косоручка находит колодец, из которого она хочет испить водицы, и в которого она случайно роняет ребёнка. К испуганной Косоручке подходит старец (в варианте № 282 — сам Николай Угодник), и услышав о её беде, чудесным образом приращивает ей руки, и таким образом она успешно спасает сына. В вариантах № 279 и № 281 руки Косоручке дарует самолично Господь, которому она стала усердно молиться. У Платонова Безручка успешно спасает сына даже несмотря на то, что руки у неё не отросли вновь. Проходит время, Косоручка с подросшим сыном продолжают бродяжничать, но однажды она ночует у своего брата, при этом сноха её не узнаёт (в некоторых вариантах Косоручку вновь замечает её муж). Тут либо она, либо сын, начинает рассказывать сказку, основанную на печальной судьбе Косоручки. У Платонова сына Безручки, как и мужа, забривают в солдаты, но вскоре и сама она, не выдержав его отсутствия, нарядившись солдатом, пошла на войну. Здесь она сражается вместе с сыном, опять же, без рук, и за что получает награду от полководца, которым оказывается её муж. Так семья воссоединяется, и когда война заканчивается, они навещают брата Безручки с женой. Когда правда вскрылась, королевич/купец забирает жену с сыном к себе, а брат изгоняет свою злую жену, в некоторых вариантах её жестоко казнят (у Платонова брат привязывает себя с женой к хвосту кобылы, пускающейся прочь, оба погибают). На этом сказка заканичивается.